# Operador normal
En matemáticas, especialmente en análisis funcional, un operador normal en un espacio de Hilbert complejo H es un operador lineal continuo N: H → H que conmuta con su Operador hermítico N*, es decir: NN* = N*N.
Los operadores normales son importantes porque el teorema espectral se sostiene en ellos. La clase de operadores normales es bien entendida. Ejemplos de operadores normales son:
- Operadores unitarios: N* = N−1
- Operadores hermitianos (es decir, operadores autoadjuntos): N* =N
- Operadores Skew-Hermitian : N* = -N
- Operadores positivos: N = MM * para algunos M (por lo que N es autoadjunto).

Una matriz normal es la expresión matricial de un operador normal en el espacio de Hilbert Cn.

## Propiedades
Los operadores normales se caracterizan por el teorema espectral. Un operador normal compacto (en particular, un operador normal en un espacio lineal de dimensión finita) es unitariamente 'diagonalizable'. 
Sea {\displaystyle T} un operador acotado. Los siguientes son equivalentes.
- {\displaystyle T} es normal.
- {\displaystyle T^{*}} es normal.
- {\displaystyle \|Tx\|^{2}=\|T^{*}x\|^{2}}  para todo x (usar {\displaystyle \|Tx\|^{2}=\langle T^{*}Tx,x\rangle =\langle TT^{*}x,x\rangle =\|T^{*}x\|^{2}} ).
- Las partes autoadjuntos y anti-autoadjuntos de T conmutan. Es decir, si escribimos {\displaystyle T\equiv T_{1}+iT_{2}} con {\displaystyle T_{1}:={\frac {T+T^{*}}{2}}} y {\displaystyle i\,T_{2}:={\frac {T-T^{*}}{2}}}, luego {\displaystyle T_{1}T_{2}=T_{2}T_{1}}.[2]

Si N es un operador normal, entonces N y N * tienen el mismo núcleo y el mismo rango. En consecuencia, el rango de N es denso si y solo si N es inyectivo. Dicho de otra manera, el núcleo de un operador normal es el complemento ortogonal de su rango. De ello se deduce que el núcleo del operador N k coincide con el de N para cualquier k . Todo valor propio generalizado de un operador normal es, por tanto, auténtico. λ es un valor propio de un operador normal N si y solo si su conjugado complejo {\displaystyle {\overline {\lambda }}} es un valor propio de N * . Los autovectores de un operador normal correspondientes a diferentes autovalores son ortogonales, y un operador normal estabiliza el complemento ortogonal de cada uno de sus autoespacios. Esto implica el teorema espectral habitual: todo operador normal en un espacio de dimensión finita es diagonalizable por un operador unitario. También hay una versión de dimensión infinita del teorema espectral expresada en términos de medidas espectrales. El espectro residual de un operador normal está vacío. 
El producto de los operadores normales que se desplazan al trabajo vuelve a ser normal; esto no es trivial, pero se sigue directamente del teorema de Fuglede, que establece (en una forma generalizada por Putnam):
Si {\displaystyle N_{1}} y {\displaystyle N_{2}} son operadores normales y si A es un operador lineal acotado tal que {\displaystyle N_{1}A=AN_{2}}, luego {\displaystyle N_{1}^{*}A=AN_{2}^{*}} .
La norma de operador de un operador normal es igual a su radio numérico y radio espectral .
Un operador normal coincide con su transformada Aluthge.

## Propiedades en caso de dimensión finita
Si un operador normal T en un real de dimensión finita o el espacio de Hilbert complejo (espacio interior del producto) H estabiliza un subespacio V, luego también estabiliza su complemento ortogonal V ⊥ . (Esta afirmación es trivial en el caso de que T sea autoadjunto. )
Prueba. Sea P V la proyección ortogonal sobre V. Entonces la proyección ortogonal sobre V ⊥ es 1 H - P V. El hecho de que T estabilice V se puede expresar como ( 1 H - P V ) TP V = 0, o TP V = P V TP V. El objetivo es mostrar que P V T ( 1 H - P V ) = 0.
Sea X = P V T ( 1 H - P V ). Dado que ( A, B ) ↦ tr ( AB * ) es un producto interno en el espacio de endomorfismos de H, es suficiente mostrar que tr ( XX * ) = 0. Primero notamos que
{\displaystyle XX^{*}=P_{V}T({\boldsymbol {1}}_{H}-P_{V})^{2}T^{*}P_{V}=P_{V}T({\boldsymbol {1}}_{H}-P_{V})T^{*}P_{V}=P_{V}TT^{*}P_{V}-P_{V}TP_{V}T^{*}P_{V}}
Ahora usando las propiedades de la traza y de las proyecciones ortogonales tenemos:
{\displaystyle {\begin{aligned}\operatorname {tr} (XX^{*})&=\operatorname {tr} \left(P_{V}TT^{*}P_{V}-P_{V}TP_{V}T^{*}P_{V}\right)\\&=\operatorname {tr} (P_{V}TT^{*}P_{V})-\operatorname {tr} (P_{V}TP_{V}T^{*}P_{V})\\&=\operatorname {tr} (P_{V}^{2}TT^{*})-\operatorname {tr} (P_{V}^{2}TP_{V}T^{*})\\&=\operatorname {tr} (P_{V}TT^{*})-\operatorname {tr} (P_{V}TP_{V}T^{*})\\&=\operatorname {tr} (P_{V}TT^{*})-\operatorname {tr} (TP_{V}T^{*})&&{\text{using the hypothesis that }}T{\text{ stabilizes }}V\\&=\operatorname {tr} (P_{V}TT^{*})-\operatorname {tr} (P_{V}T^{*}T)\\&=\operatorname {tr} (P_{V}(TT^{*}-T^{*}T))\\&=0.\end{aligned}}}
El mismo argumento se aplica a los operadores normales compactos en espacios de Hilbert de dimensión infinita, donde se hace uso del producto interno de Hilbert-Schmidt, definido por tr ( AB * ) interpretado adecuadamente. Sin embargo, para los operadores normales limitados, el complemento ortogonal a un subespacio estable puede no ser estable. De ello se deduce que, en general, el espacio de Hilbert no puede ser generado por vectores propios de un operador normal. Considere, por ejemplo, el cambio bilateral (o cambio bilateral) que actúa sobre {\displaystyle \ell ^{2}}, que es normal, pero no tiene valores propios.
Los subespacios invariantes de un desplazamiento que actúa sobre el espacio de Hardy se caracterizan por el teorema de Beurling .

## Elementos normales de álgebras
La noción de operadores normales se generaliza a un álgebra involutiva:
Se dice que un elemento x de un álgebra involutiva es normal si xx * = x * x .
Los elementos autoadjuntos y unitarios son normales.
El caso más importante es cuando tal álgebra es un álgebra C *.

## Operadores normales ilimitados
La definición de operadores normales se generaliza naturalmente a alguna clase de operadores ilimitados. Explícitamente, se dice que un operador cerrado N es normal si podemos escribir
{\displaystyle N^{*}N=NN^{*}.}
Aquí, la existencia del adjunto N * requiere que el dominio de N sea denso, y la igualdad incluye la afirmación de que el dominio de N * N es igual al de NN *, lo que no es necesariamente el caso en general.
Los operadores normales equivalentes son precisamente aquellos para los que
{\displaystyle \|Nx\|=\|N^{*}x\|\qquad }
con
{\displaystyle \qquad {\mathcal {D}}(N)={\mathcal {D}}(N^{*}).}
El teorema espectral sigue siendo válido para los operadores ilimitados (normales). Las pruebas funcionan por reducción a operadores limitados (normales).

## Generalización
El éxito de la teoría de los operadores normales condujo a varios intentos de generalización al debilitar el requisito de conmutatividad. Las clases de operadores que incluyen operadores normales son (en orden de inclusión):
- Operadores cuasinormales
- Operadores subnormales
- Operadores hiponormales
- Operadores paranormales
- Normaloides